# گاما ایویشین
گاما ایویشین (به انگلیسی: Gama Aviation) یک شرکت هواپیمایی است که در تاریخ ۱۹۸۳ میلادی تأسیس شده است.